# Vobkent
Vobkent (in uzbeco Vobkent; in russo Вабкент) è il capoluogo del distretto di Vobkent della regione di Bukhara, in Uzbekistan. Si trova 30 km circa a nord di Bukhara a un'altitudine di 241 m s.l.m., aveva 12.400 abitanti al censimento del 1989 e una popolazione calcolata di 18.006 abitanti per il 2010.
La città si trova lungo la strada M37 che collega la città di Bukhara a Samarcanda. È famoso il suo minareto alto 28,7 m  (costruito tra il 1196 e il 1198) sotto il regno di Ala al-Din Tekish, durante il Khanato karakhanide.